# Michael Phelps
Michael Fred Phelps II (Baltimora, 30 giugno 1985) è un ex nuotatore statunitense.
Soprannominato The Baltimore Bullet (Il Proiettile di Baltimora), è l'olimpionico più decorato della storia, con il maggior numero di medaglie (28), medaglie d'oro (23), medaglie individuali (16) e medaglie d'oro individuali (13).
Conquistando 8 ori a Pechino 2008, raggiunse il più alto numero di medaglie d'oro vinte da un atleta in una singola edizione dei Giochi olimpici, superando il primato di 7 ori vinti da Mark Spitz a Monaco di Baviera 1972; con quell'impresa eguagliò anche il record di medaglie in una singola edizione (8, ottenuto già in precedenza ad Atene 2004) e di medaglie d'oro individuali (5). Con 4 ori consecutivi nei 200 m misti (Atene 2004, Pechino 2008, Londra 2012 e Rio de Janeiro 2016) eguagliò il record di medaglie d'oro in una singola specialità.
Ai campionati mondiali vinse 33 medaglie di cui 26 d'oro, 7 delle quali nell'edizione di Melbourne 2007, sorpassando l'australiano Ian Thorpe che ne aveva vinte 11, di cui 6 d'oro a Fukuoka 2001. Contando tutte le competizioni internazionali a cui ha preso parte ha ottenuto in totale 83 medaglie: 66 d'oro, 14 d'argento e 3 di bronzo. Dal 2001 al 2009 ha battuto 39 record del mondo in otto discipline.

La rivista Swimming World Magazine lo nominò otto volte nuotatore dell'anno. Nel 2024 l'emittente televisiva ESPN lo classificò al primo posto tra i migliori atleti professionisti del XXI secolo, gli ex nuotatori Mark Spitz e Ian Thorpe lo definirono il più grande nuotatore di tutti i tempi, mentre nel 2008 l'allora presidente del CIO Jacques Rogge lo definì "l'icona dei Giochi". Nel 2012 vinse un premio alla carriera con la seguente motivazione:
Nel 2008 fondò la Michael Phelps Foundation, con l'intento di promuovere una vita sana e attiva, soprattutto per i bambini, ampliando le opportunità di partecipazione al nuoto, obiettivo perseguito anche dopo il suo ritiro, avvenuto il 13 agosto 2016.

## Caratteristiche tecniche
(Bob Bowman)

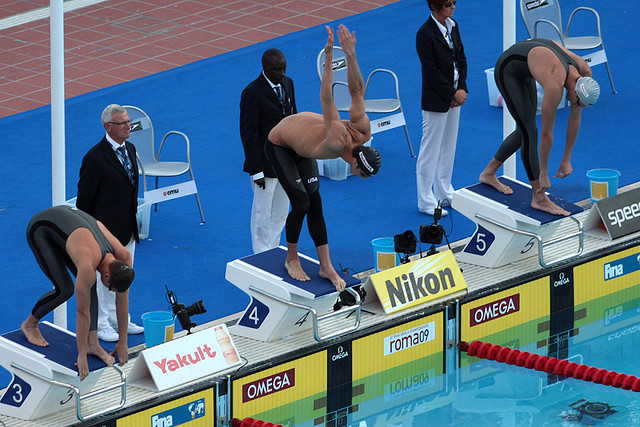
Phelps (al centro) esegue gli ultimi esercizi pre gara

Alto 193 cm per 88 kg di peso, l'apertura delle sue braccia raggiunge i 201 cm e misura 81 cm dalla cintola in giù, incontrando di conseguenza meno resistenza dell'elemento liquido durante la nuotata. È dotato di spalle, gomiti, ginocchia e caviglie molto flessibili, oltre che di una notevole resistenza per il fatto di aver cominciato a sette anni a praticare questo sport; ha il piede di misura 48,5 e le mani così grandi da essere paragonate a piatti da cucina. Aveva una grande capacità di recupero tra una gara e l'altra, dovuta alla minore produzione di acido lattico, in quanto ne produceva circa la metà rispetto alla media, e questo gli consentiva di effettuare più gare in brevi periodi.
Dotato di una potente gambata, prolungava la fase subacquea il più possibile nei limiti permessi, usando la gambata a delfino, che, essendo un farfallista per disposizione naturale, gli era stato facile acquisire. Sviluppò la velocità e la resistenza per rinvigorire la sua versatilità, nuotando in media 60 km alla settimana, con punte di 85: il suo allenatore Bob Bowman calcolò che tra Sydney 2000 e Atene 2004 Phelps avrebbe percorso a nuoto oltre 15 000 km. Dopo il 2005 rafforzò la velocità nello scatto eseguendo esercizi con i pesi.
In gara nuotava spesso con la tecnica del negative split (parziale negativo), andando più veloce nella seconda vasca, mentre secondo il principio dell'easy speed era in grado di nuotare veloce rimanendo rilassato, tuttavia nelle gare veloci questo lo portava a nuotare con più calma i primi 50 metri, costringendolo a recuperare nella seconda parte. La sua dieta prevedeva l'assunzione di 8000-10 000 calorie al giorno, tre volte tanto rispetto alla media adulta; durante Pechino 2008 girò voce che ne assumesse persino 12 000, ma fu smentita da Phelps stesso.

## Biografia
(Michael Phelps)

### Infanzia

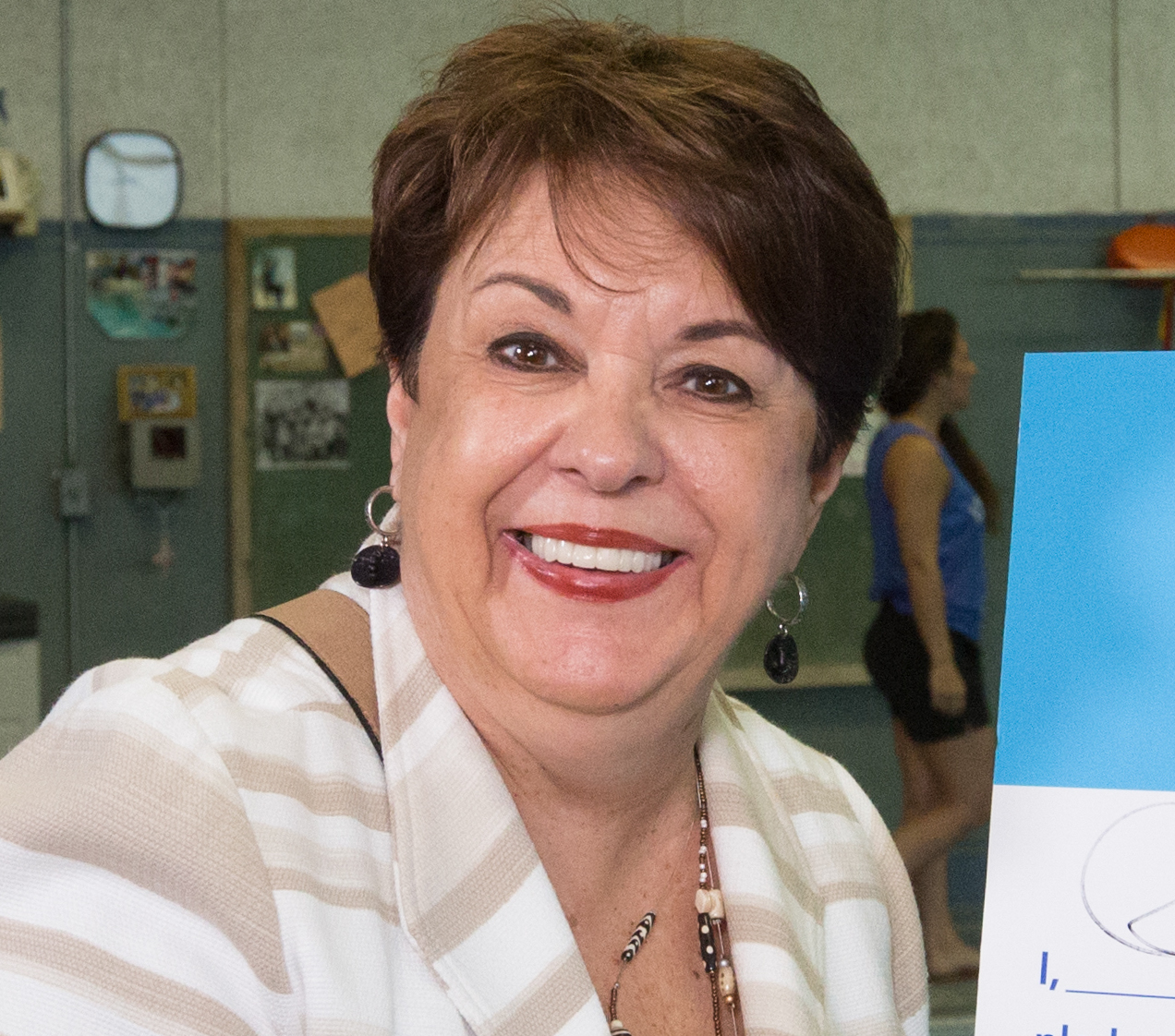
La madre Debbie Phelps

Cresciuto senza padre (i genitori si separarono quando aveva sette anni), Michael Phelps visse insieme alla madre Debbie e le sue due sorelle maggiori Whitney e Hilary. Di cinque e sette anni più grandi di lui, queste ultime furono a loro volta campionesse nel nuoto, in particolare Whitney (medaglia d'argento nella 4x100 m mista ai mondiali di Roma 1994) sembrava destinata a diventare un'olimpionica, ma dovette rinunciare alla carriera a causa di problemi ricorrenti alla schiena.
A sette anni, su spinta delle sorelle, cominciò a praticare il nuoto per sfogare la sua energia interna; inizialmente non amava mettere la testa sott'acqua ed era solito lamentarsi, ma imparò poi a seguire correttamente tutto il programma. Due anni dopo si rivelò essere affetto dal disturbo da deficit di attenzione/iperattività (ADHD). Per la cura gli fu somministrato dal medico di famiglia Charles Wax il Ritalin, che smise gradualmente di assumere un anno dopo per sua scelta. A 12 anni, su consiglio del suo allenatore Bob Bowman, smise di praticare qualsiasi altro sport, per dedicarsi più seriamente al nuoto, nella speranza di diventare un giorno un nuotatore olimpico. Nel 1999 prese parte per la prima volta a una competizione nazionale in Minnesota, sui 400 m misti. Prima del compimento dei 15 anni di età deteneva il record della categoria ragazzi (13-14 anni) sui 400 m, 800 m stile libero, 100 m, 200 m farfalla, 200 m e 400 m misti.

### Giochi olimpici di Sydney 2000
Tra marzo e aprile del 2000 partecipò ai campionati nazionali su tre discipline, migliorando il record della categoria ragazzi sui 200 m farfalla (per due volte) e sui 400 m misti. Ai Trials statunitensi si qualificò per i Giochi olimpici di Sydney 2000 sui 200 m farfalla dietro al primatista mondiale Tom Malchow. In quella stessa edizione gareggiò anche sui 200 m e 400 m misti, registrando rispettivamente il ventesimo e l'undicesimo tempo nelle batterie di qualificazione.
Fece la sua comparsa in campo internazionale a Sydney, a 15 anni d'età fu il più giovane nuotatore statunitense a prendere parte ai Giochi olimpici fin da Los Angeles 1932, quando Ralph Flanagan vi partecipò a 13 anni. In finale si migliorò ulteriormente arrivando quinto in 1'56"50; il giorno seguente si pose come nuovo obiettivo il record mondiale.

### Campionati mondiali di Fukuoka 2001
Nei mesi successivi continuò a migliorare i suoi tempi e le sue posizioni: ai campionati statunitensi di Austin arrivò ottavo nei 1500 m stile libero e terzo in entrambe le gare dei misti, mancando per un posto la qualificazione ai mondiali. Il 30 marzo sui 200 m farfalla batté il record mondiale in 1'54"92, diventando a 15 anni e 9 mesi il più giovane nuotatore a battere un record, superando l'australiano Ian Thorpe che a 16 anni e 10 mesi batté il primato dei 400 m stile libero. Lo migliorò ulteriormente ai campionati mondiali di Fukuoka, vincendo a 16 anni la sua prima medaglia d'oro davanti al campione olimpico Tom Malchow.
Quell'estate firmò un contratto di sponsorizzazione con la Speedo di quattro anni, che fece di lui il più giovane nuotatore professionista degli Stati Uniti. Qualche mese dopo la rivista Swimming World Magazine lo premiò come nuotatore americano dell'anno.

### Campionati panpacifici di Yokohama 2002

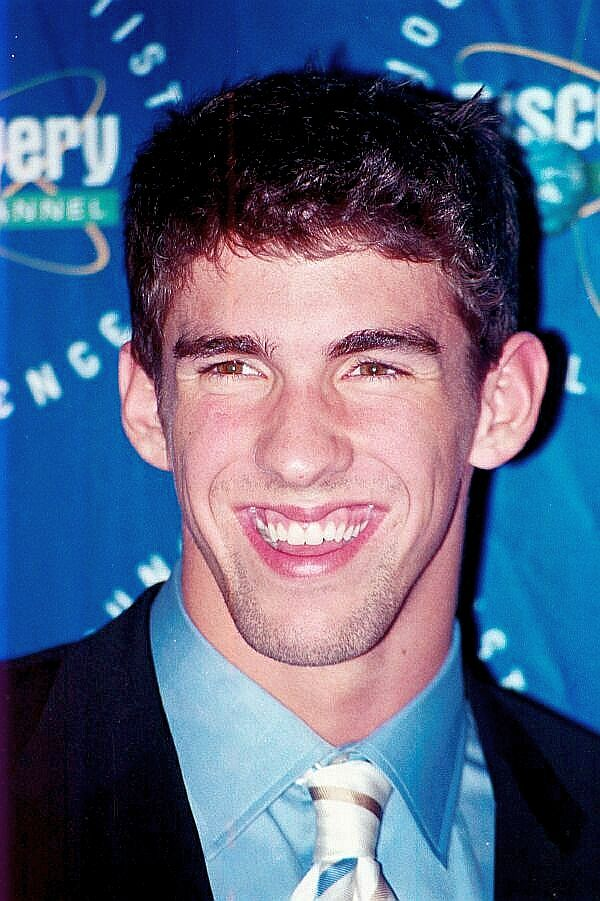
Phelps nel 2002

Nell'estate 2002 cominciò la collaborazione con il suo agente Peter Carlisle, a cui Phelps espose il suo desiderio di cambiare lo sport del nuoto. Ai campionati estivi statunitensi di Fort Lauderdale, validi per la selezione ai Campionati mondiali di Barcellona 2003, ottenne il record del mondo nei 400 m misti, migliorando il proprio personale di oltre 22 secondi. Nella stessa occasione batté anche il record statunitense nei 100 m farfalla (a 7 centesimi dal record mondiale) e nei 200 m misti, divenendo il secondo atleta dopo Mark Spitz a detenere quattro record statunitensi.
Ai Campionati panpacifici di Yokohama si iscrisse a tre gare individuali e due staffette, vincendo 3 ori e 2 argenti; dopo la vittoria dei 400 m misti, fu battuto sui 200 m farfalla da Tom Malchow, Phelps attribuì questa sconfitta a una sovrastima delle sue capacità in seguito all'abbattimento del record mondiale, che lo portò a rinunciare ad alcune serie supplementari in allenamento. Si rifece nei 200 m misti in cui batté il record dei campionati come nella doppia distanza. Nella staffetta 4x200 m gli Stati Uniti registrarono il record nazionale e chiusero secondi dietro l'Australia, in cui erano presenti gli allora più noti Ian Thorpe e Grant Hackett. Ottenne la rivincita nella staffetta 4x100 m mista, nuotando la frazione a farfalla più veloce della storia in 51"13 e battendo il primato mondiale con Aaron Peirsol, Brendan Hansen e Jason Lezak.
Alla fine della manifestazione fu invitato da Ian Thorpe ad allenarsi con lui in Australia, Phelps accettò con entusiasmo ma una settimana prima della partenza fu annullato l'impegno. Con grande delusione Phelps si allenò comunque con l'altra stella australiana Grant Hackett, notando la grande importanza del nuoto che veniva data da questa nazione e aumentando la sua voglia di accrescere la popolarità di questo sport anche negli Stati Uniti.

### Campionati mondiali di Barcellona 2003
Dopo il successo a Fort Lauderdale si preparò per i campionati mondiali nuotando in media 85 km alla settimana, riducendoli a 75 in primavera. Ai campionati statunitensi primaverili fu il primo nuotatore statunitense a vincere tre stili diversi in un campionato nazionale (200 m stile libero, 200 m dorso e 100 m farfalla). Il 6 aprile, al Duel in the Pool (Duello in piscina) tra Stati Uniti e Australia, vinse quattro gare in un pomeriggio, migliorando il record sui 400 m misti e avvicinando ancora quello dei 100 m farfalla per 3 centesimi. Il 29 giugno, al meeting di Santa Clara, ottenne anche quello dei 200 m misti, battendo il record del finlandese Jani Sievinen che resisteva da quasi nove anni. Questi risultati lo fecero mettere a confronto con la star del momento Ian Thorpe, che lo definì uno dei nuotatori più talentuosi al mondo:
(Don Talbot, allenatore australiano)
Ai campionati mondiali di Barcellona esordì con i 200 m farfalla, ottenendo il record in semifinale e l'oro in finale. Nella 4x200 m sl batté il primato statunitense nei 200 m stile libero in prima frazione e quello della staffetta, in cui gli statunitensi arrivarono secondi dietro l'Australia. Sui 200 m misti abbassò il record del mondo in semifinale e in finale, dove distaccò Ian Thorpe di 3"62, la più ampia differenza sul secondo classificato in un mondiale. Meno di un'ora prima aveva preso parte alla semifinale dei 100 m farfalla, battendo per la prima volta in questa disciplina il record e diventando il primo nel suo sport a stabilire due primati individuali nello stesso giorno, il terzo dopo Mark Spitz e Michael Gross a detenerne contemporaneamente quattro. Si migliorò ulteriormente in finale, ma fu sconfitto dal connazionale Ian Crocker; un quotidiano spagnolo intitolò: Phelps es humano (Phelps è umano), mettendo in evidenza la prima sconfitta individuale di Phelps, che dichiarò ai giornalisti che quella sconfitta lo avrebbe spronato per le Olimpiadi. Il giorno successivo vinse la medaglia d'oro nei 400 m misti e nella staffetta 4×100 m mista.
Si aggiudicò così 4 ori e 2 argenti in totale, risultando il miglior medagliato mondiale, nonché il primo nuotatore a battere cinque record mondiali in una sola edizione, meglio di Thorpe che ne batté quattro nel 2001. Subito dopo i campionati, nel Maryland, si migliorò in cinque gare: 100 m, 200 m e 400 m stile libero, 200 m dorso e 200 m misti, in cui con 1'55"94 abbassò per la quarta volta nell'anno il record mondiale. Don Talbot lo definì un nuotatore con un potenziale tremendo e che poteva dimostrare un enorme successo. La rivista Swimming World Magazine lo scelse per la prima volta come nuotatore dell'anno.

### Giochi olimpici di Atene 2004

#### Trials

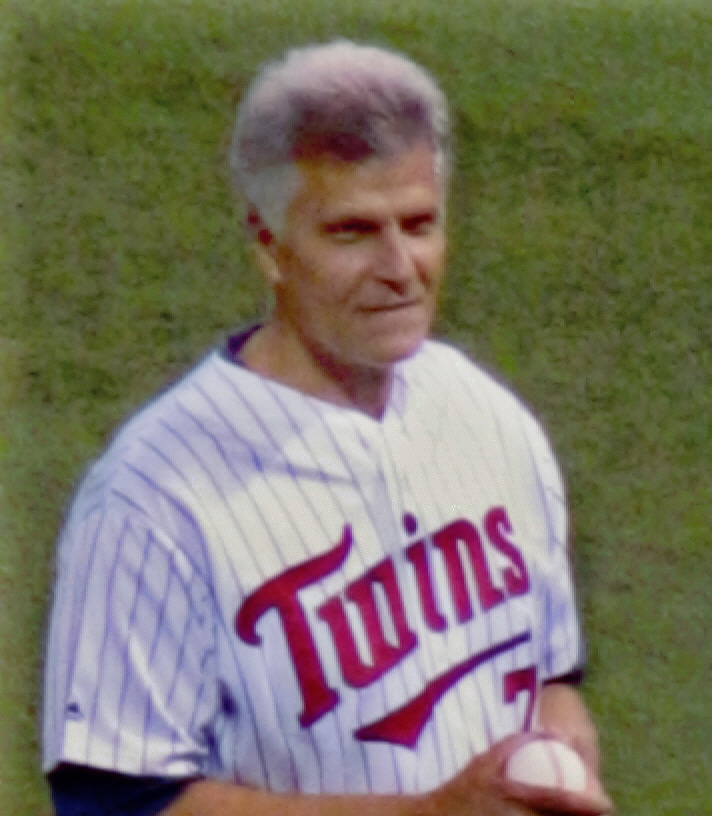
L'ex nuotatore Mark Spitz vinse 7 medaglie d'oro nel 1972

Nel novembre 2003, in occasione delle Olimpiadi di Atene 2004, il suo agente Peter Carlisle stabilì con la Speedo un premio di un milione di dollari se fosse riuscito a vincere 7 medaglie d'oro in un'unica edizione olimpica, come fece Mark Spitz a Monaco di Baviera 1972, un traguardo che Ian Thorpe definì irraggiungibile per chiunque.
Nei mesi successivi Phelps corresse alcuni difetti tecnici come la virata e la respirazione nello stile libero, Ai Trials vinse i 200 m stile libero, i 200 m farfalla e i 200 m e 400 m misti, mentre arrivò secondo nei 100 m farfalla e 200 m dorso; fu il primo nuotatore in assoluto a qualificarsi in sei diverse gare ai Giochi olimpici. Per Atene rinunciò ai 200 m dorso aggiungendo come nuova gara al suo programma olimpico i 200 m stile libero, per sua scelta personale di competere contro Ian Thorpe. La sua partecipazione alla staffetta 4x100 m sl creò una polemica da parte di Gary Hall Jr (terzo classificato sui 100 m sl), che criticò la scelta dell'allenatore della nazionale Eddie Reese di scegliere Phelps in finale, dal momento che non aveva partecipato alle selezioni. La decisione fu dovuta ai risultati conseguiti durante l'anno, avendo Phelps registrato a febbraio il tempo di 49"05 e avendo in seguito battuto in uno scontro diretto il vincitore dei Trials Jason Lezak.

#### Olimpiadi

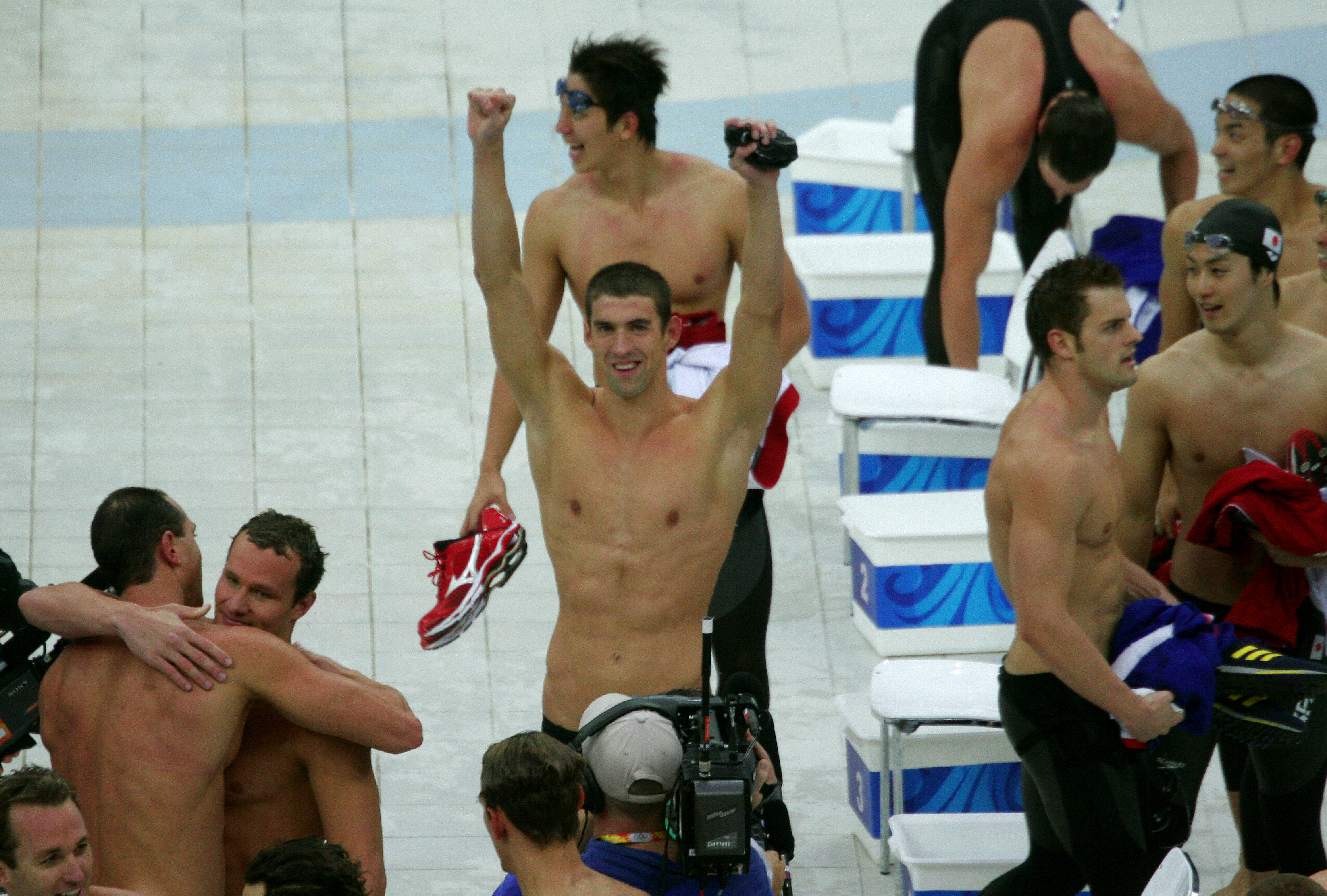
Vittoria dell'ottava medaglia d'oro

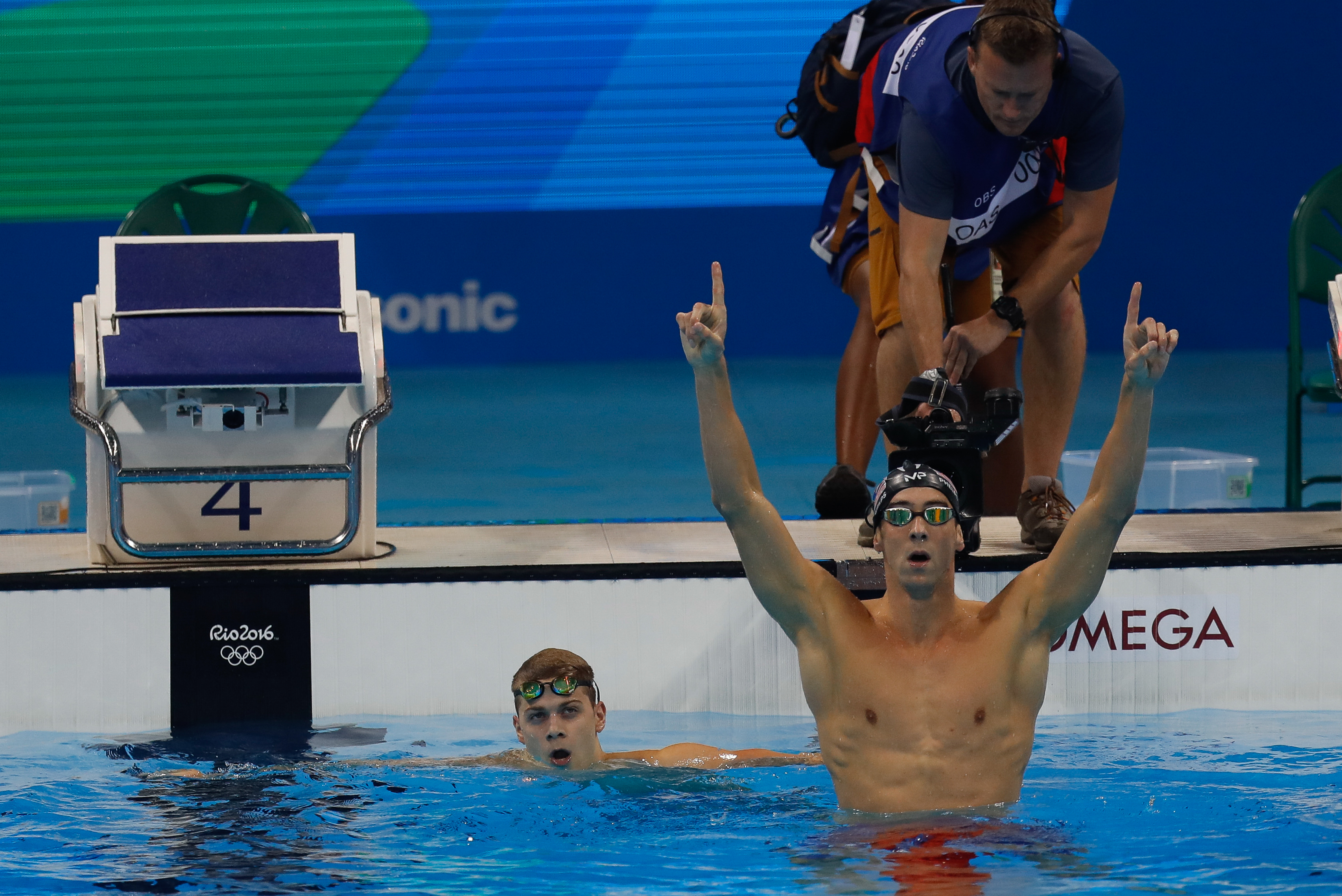
Vittoria della 20ª medaglia d'oro

Esordì ad Atene sui 400 m misti, in cui divenne il primo americano a vincere in quell'edizione, centrando l'obiettivo della doppietta statunitense insieme a Erik Vendt; subito dopo incontrò la sua famiglia a cui mostrò la medaglia d'oro che aveva sempre sognato. Nella staffetta 4x100 m sl gli Stati Uniti arrivarono terzi, fu il peggior piazzamento della nazione nella storia olimpica, dovuto anche alla frazione iniziale di Ian Crocker (la peggiore di tutta la gara) che aveva il naso che gocciolava e il mal di gola. Nei 200 m stile libero sfumò definitivamente il cosiddetto Spitz Crono: Phelps sfidò in quella che fu definita la "Gara del secolo" Ian Thorpe, Pieter van den Hoogenband e Grant Hackett, storici rivali che si erano già scontrati a Sydney 2000; il record americano gli permise di arrivare solo terzo dietro a Thorpe e van den Hoogenband.
(Associated Press)
Il giorno seguente vinse prima i 200 m farfalla, poi la 4x200 m sl in cui gli Stati Uniti precedettero di 13 centesimi l'Australia, mettendo fine al loro dominio risalente al 1998. Vinse in seguito i 200 m misti, in cui si scontrò per la prima volta in ambito internazionale contro Ryan Lochte e i 100 m farfalla, precedendo di 4 centesimi il favorito Ian Crocker. La vittoria gli assegnò di diritto il posto nella finale della staffetta mista, ma cedette la sua frazione a Crocker, per permettere anche a lui di vincere l'oro che non aveva ancora ottenuto ad Atene. La squadra statunitense vinse la finale con il nuovo record mondiale e Phelps conquistò la medaglia d'oro per aver partecipato alle batterie di qualificazione.
Con 6 medaglie d'oro e 2 di bronzo risultò essere il secondo miglior titolato in una singola edizione olimpica, oltre che il secondo nuotatore di sesso maschile a ottenere più di 2 ori individuali dopo Mark Spitz; mentre vinse il più alto numero di medaglie eguagliando il ginnasta russo Aleksandr Ditjatin (vincitore di 8 medaglie a Mosca 1980).

### Campionati mondiali in vasca corta di Indianapolis 2004
Nell'autunno 2004 si procurò alla schiena una lieve frattura da stress, nonostante la preoccupazione di avere problemi permanenti come fu per sua sorella Whitney riuscì a guarire anche grazie al sostegno di Bob Bowman. Quell'anno prese parte per l'unica volta nella sua carriera ai campionati mondiali in vasca corta, svoltisi a Indianapolis, limitandosi a vincere i 200 m stile libero e rinunciando anche alla relativa staffetta.

### Campionati mondiali di Montréal 2005
Nell'inverno 2005 andò cauto con l'allenamento a causa di alcuni problemi alla schiena e questo portò un rendimento minore alle gare. Ai campionati statunitensi vinse i 100 m, 200 m e 400 m stile libero, i 100 m farfalla e i 200 m misti, rinunciando rispetto agli anni precedenti ai 200 m farfalla e ai 400 m misti.

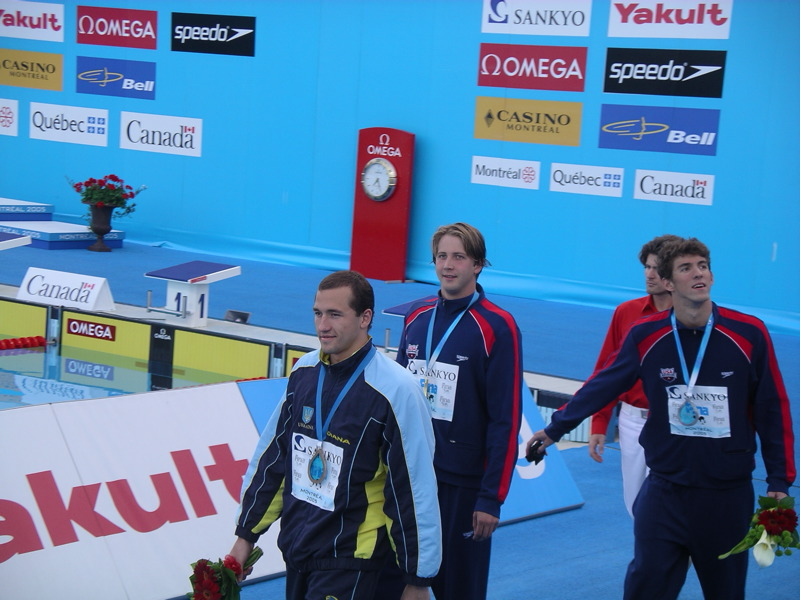
Phelps con Crocker e Serdinov dopo la premiazione dei 100 m farfalla

I campionati mondiali di Montréal si dimostrarono essere inferiori alle aspettative con varie sconfitte, prima nei 100 m e 400 m stile libero, in cui rimase in entrambe le gare fuori dal podio, poi nei 100 m farfalla in cui fu battuto di 1"25 da Ian Crocker. Provò grande delusione per questa sconfitta al punto di dichiarare al suo allenatore di "voler mettere la testa sotto la sabbia". Vinse invece i 200 m stile libero migliorando per la quarta volta il record statunitense, in assenza di Ian Thorpe che si era preso un anno sabbatico e di Pieter Van den Hoogenband che aveva subìto un intervento chirurgico alla schiena, oltre che i 200 m misti.
Ottenne l'oro anche in tutte e tre le staffette, ma ancora una volta non batté nessun record del mondo e non lo fece per tutto il resto della stagione, come non gli capitava dal 2000. Un quotidiano intitolò Il flop di Phelps, mentre un articolista del Montreal Gazette lo definì uno stanco age-grouper. L'annata meno vincente delle precedenti gli fece perdere il titolo di nuotatore dell'anno, che quell'anno fu assegnato a Grant Hackett, mentre il titolo di nuotatore americano dell'anno lo vinse Aaron Peirsol. La prima settimana di novembre si ruppe a metà l'osso metacarpale sotto il mignolo della mano destra, subì un intervento chirurgico e si allenò nel frattempo con la cyclette, riprendendosi prima del previsto.

### Campionati panpacifici di Victoria 2006
Nel 2006, ai campionati statunitensi di Irvine svoltisi a inizio agosto, vinse i 200 m stile libero, i 100 m e 200 m farfalla e i 200 m e 400 m misti, mentre arrivò secondo nei 200 m dorso dietro ad Aaron Peirsol, battendo per la quinta volta Ryan Lochte.
Ai Campionati panpacifici di Victoria tornò a gareggiare sui 200 m farfalla, in cui batté il record del mondo e sui 400 m misti, in cui vinse con oltre 3 secondi di distacco sul connazionale Robert Margalis. La staffetta 4x200 m sl la vinse insieme a Ryan Lochte, Peter Vanderkaay e Klete Keller, precedendo di oltre 7 secondi il Canada; nonostante la frazione iniziale di 1'45"91 (il miglior tempo dei PanPacifici) decise di non prendere parte alla gara individuale a causa dell'assenza di Ian Thorpe, che quell'autunno annunciò a sorpresa il suo ritiro, con grande dispiacere di Phelps per non poterlo più affrontare in uno scontro diretto. Il 19 agosto ottenne l'argento nei 200 m dorso dietro Peirsol; batté in seguito il record mondiale nella 4x100 m sl (risalente al 1988) e nei 200 m misti.

### Campionati mondiali di Melbourne 2007

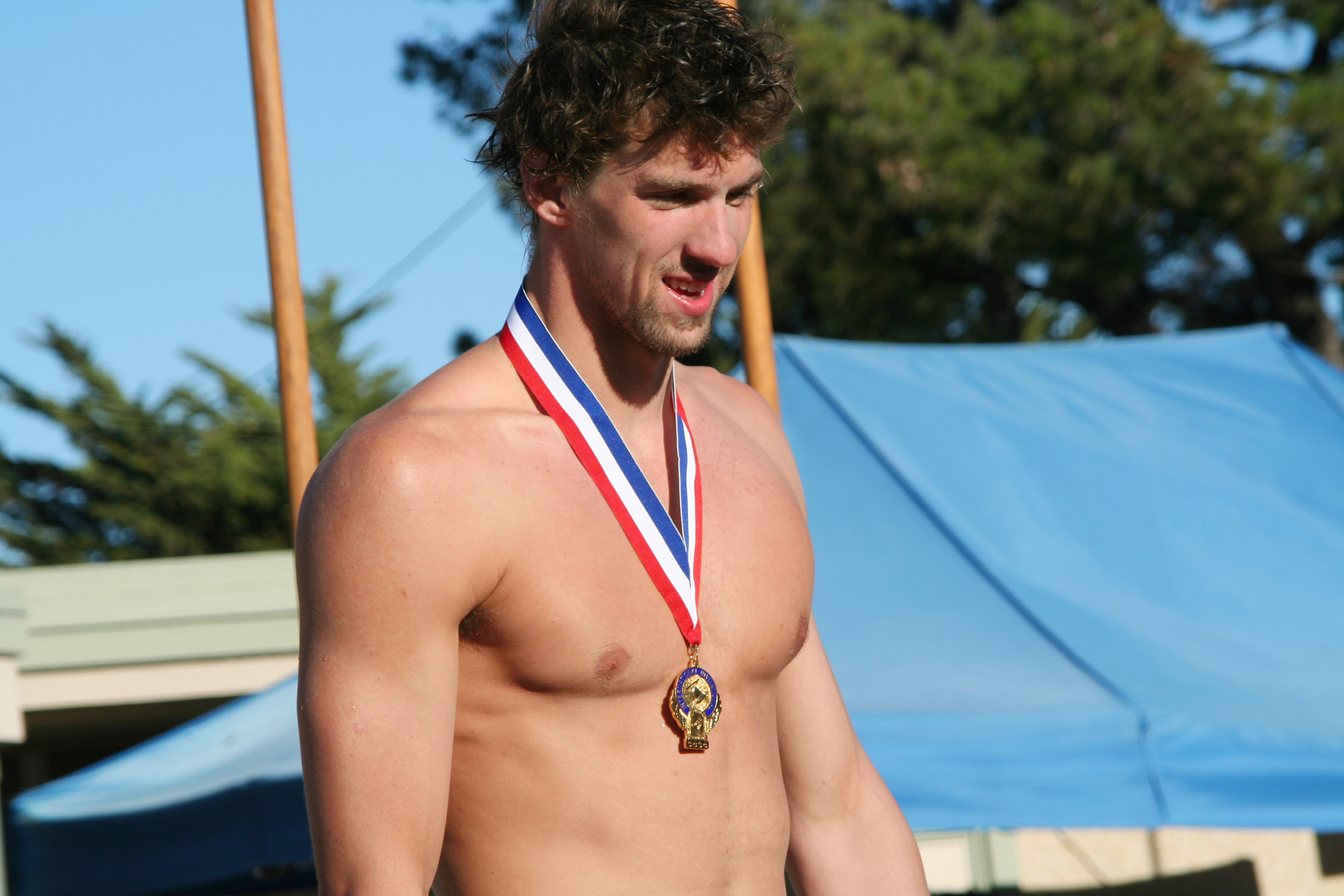
Phelps al Grand Prix di Santa Clara 2007

Dal 16 al 19 febbraio 2007, al Missouri Grand Prix in Columbia, vinse cinque gare in quattro giorni (200 m farfalla, 200 m stile libero, 400 m misti, 100 m farfalla e 100 m dorso), arrivando invece quarto nei 100 m rana.
Avviò i campionati mondiali a Melbourne con la vittoria della staffetta 4x100 m sl, nuotando nella frazione iniziale il primato stagionale di 48"42. Sui 200 m stile libero batté per la prima volta il primato mondiale di Ian Thorpe risalente a sei anni prima, con una frazione finale che Bob Bowman definì la migliore che avesse mai visto. Nei 200 m farfalla ebbe un exploit di cui si parlò in tutto il mondo: con 1'52"09 migliorò il suo stesso record di 1"62, distaccando di oltre 3 secondi il secondo classificato Wu Peng; il quotidiano australiano Herald sun gli dedicò una pagina con scritto Greatest (Il più grande), mentre il Baltimore Sun la definì una prestazione sensazionale, paragonandola a quella di Bob Beamon a Città del Messico 1968, quando saltò in lungo 8,90. Batté il record anche sui 200 m misti e nella 4x200 m sl (fatto che per gli Stati Uniti non accadeva dal 1988), distanziando la seconda classificata Australia di 6"81. Nei 100 m farfalla registrò la terza miglior prestazione di sempre con 50"77, sorpassando Ian Crocker nella seconda vasca. A causa della squalifica degli USA nelle batterie della 4x100 m mista (per un cambio anticipato di Crocker) gareggiò nei 400 m misti come ultima gara, battendo il quinto primato mondiale come aveva fatto a Barcellona 2003.
Vinse in totale 7 medaglie d'oro, il più alto numero di sempre, migliorando le 6 di Thorpe del 2001. Con 17 ori ottenuti in carriera batté ancora l'australiano, fino ad allora primo con 11 ori; migliorò anche il numero di medaglie vinte (20, meglio di Grant Hackett che qualche giorno prima aveva portato il numero a 18), così come il più alto numero di vittorie individuali (11, contro le 7 di Hackett). Il resto della stagione si migliorò anche nei 1500 m stile libero, 100 m e 200 m dorso (avvicinando il record mondiale rispettivamente di 3 e 33 centesimi) e sui 200 m rana.
Quell'autunno si fratturò il polso destro a causa di una caduta, come nel 2005 subì un intervento chirurgico per recuperare in una decina di giorni e prepararsi il prima possibile ai Giochi olimpici, nel frattempo si allenò svogliatamente con la cyclette, una delle attività che considerava più noiose.

### Giochi olimpici di Pechino 2008

#### Trials

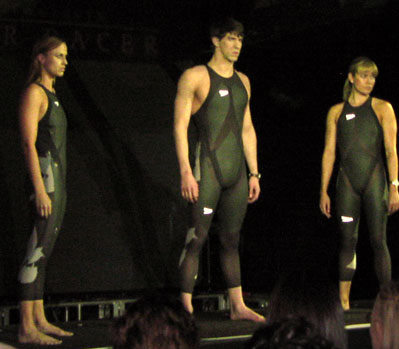
Michael Phelps indossa il costume LZR racer

Nel 2008 fu uno dei collaudatori dei costumi di nuoto Speedo realizzati in poliuretano, che permettevano una maggiore idrodinamicità e velocità in acqua e che consentirono di migliorare diversi record del mondo, prima che fossero proibiti nel 2010. Ai Trials si iscrisse a sei gare diverse; per evitare polemiche legate alla sua partecipazione nella staffetta nuotò la batteria dei 100 m stile libero con il secondo miglior tempo in assoluto, nonché il risultato della vittoria della finale. Nonostante non si sentisse in forma, come confermò il test del lattato (12,3 millimole per litro), si qualificò nei 200 m stile libero, 100 m e 200 m farfalla e 200 m e 400 m misti.
Si pose così nuovamente come obiettivo il record di Mark Spitz di 7 medaglie d'oro; Ian Thorpe si dichiarò ammirato dalla sua tenacia, definendolo uno dei più grandi nuotatori al mondo, confermando tuttavia la sua convinzione dell'impossibilità di questo traguardo, che già nel 2004 aveva definito "irraggiungibile". Bob Bowman ritagliò l'articolo per Phelps, che lo appese nel suo armadietto come fonte di motivazione.

#### Olimpiadi
Aprì le sue Olimpiadi con i 400 m misti, ponendosi con Ryan Lochte l'obiettivo della doppietta statunitense come nelle ultime tre edizioni dei Giochi, Questa venne a mancare a causa di un peggioramento di Lochte che finì terzo, mentre Phelps si riconfermò campione olimpico, oltre che primatista mondiale per l'ottava volta. Alla vigilia delle Olimpiadi il francese Alain Bernard dichiarò: «Gli americani? Gliele suoneremo. Siamo venuti qui apposta per questo», a cui fecero seguito delle dichiarazioni di Frédérick Bousquet, anch'egli convinto della vittoria della Francia nella staffetta 4x100 m sl. Contro questi pronostici gli USA vinsero per 8 centesimi, con la frazione finale di Jason Lezak che con 46"06 effettuò il miglior lanciato di sempre e sorpassò Bernard nelle ultime bracciate. Con la vittoria nei 200 m stile libero, in cui vinse con la più ampia differenza sul secondo classificato alle Olimpiadi (1"89), eguagliò il record di medaglie d'oro olimpiche, appartenente alla ginnasta sovietica Larisa Latynina, al mezzofondista finlandese Paavo Nurmi, all'atleta statunitense Carl Lewis e a Mark Spitz, Phelps si definì onorato di essere in loro compagnia.

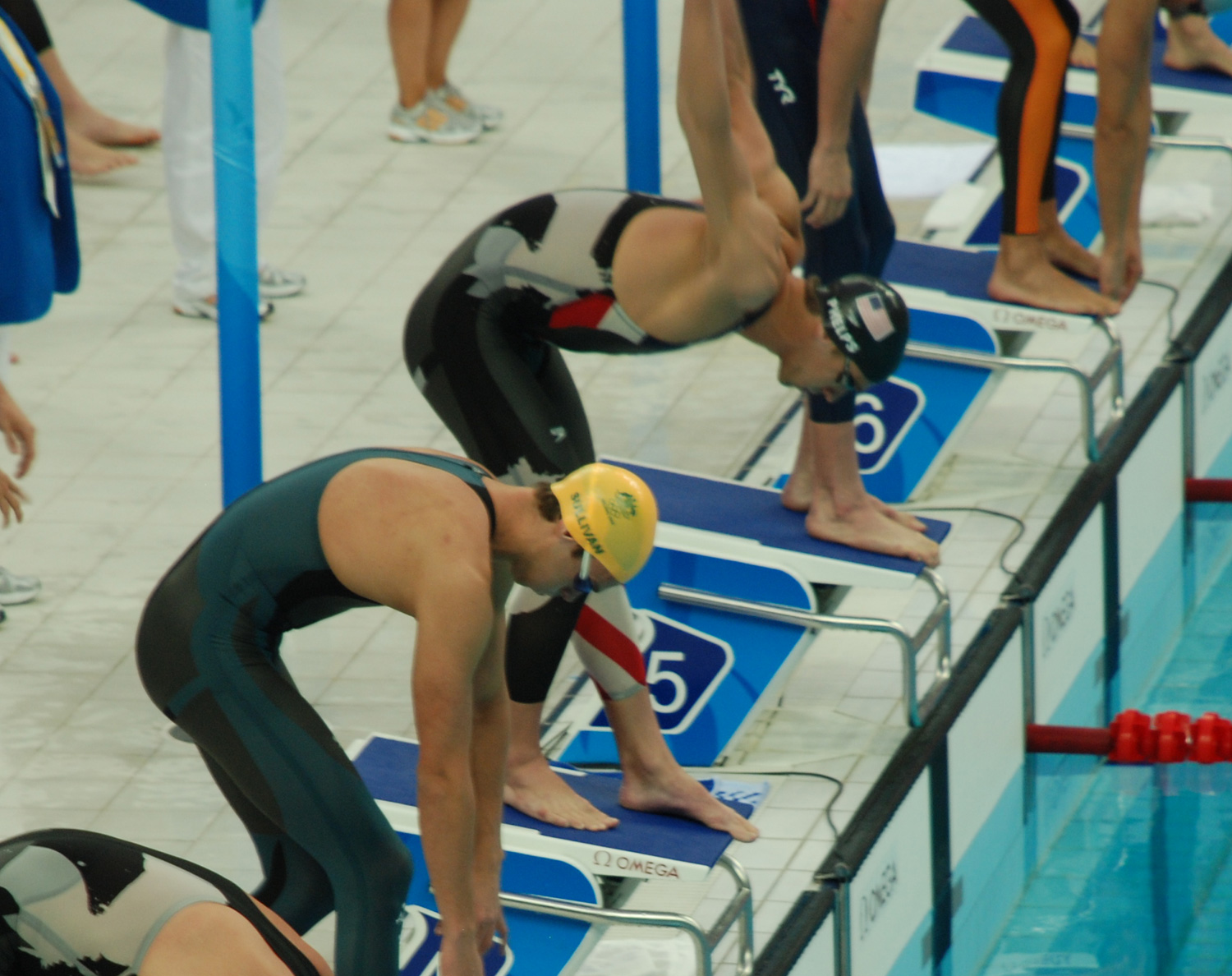
Phelps ai blocchi di partenza della 4x100 m sl accanto a Eamon Sullivan

Nella finale dei 200 m farfalla riscontrò un problema agli occhialini che si riempirono d'acqua appena dopo il tuffo, sua sorella Whitney e Bob Bowman notarono perplessi la sua bracciata stretta, ignari che Phelps a 75 metri dall'arrivo non vedeva più niente e che proseguì contando le bracciate. Nonostante il suo decimo oro olimpico e il record mondiale rimase deluso dell'occasione mancata di registrare un tempo migliore. Nella 4x200 m sl, la squadra statunitense si pose l'obiettivo di abbattere il muro dei 7 minuti, in finale chiusero in 6'58"56, migliorando il precedente record di 4"28, il più ampio margine di scarto ai Giochi Olimpici, con un divario sulla seconda classificata Russia di 5"14. Nei 200 m misti si ripeté lo stesso podio della doppia distanza con Phelps primo, László Cseh secondo (per la terza volta dietro a Phelps) e Lochte al terzo.

##### Settimo e ottavo oro
Nella finale dei 100 m farfalla affrontò il serbo Milorad Čavić, che dopo le semifinali aveva dichiarato il suo desiderio di impedirgli di vincere 8 medaglie d'oro. Phelps virò settimo, rimontando nella seconda parte di gara e vincendo davanti al serbo per un centesimo di secondo. A causa dell'arrivo molto ravvicinato il comitato serbo fece ricorso, i funzionari, dopo aver esaminato i filmati, riconfermarono la vittoria dello statunitense. Ottenne così la sua settima medaglia d'oro con la quale eguagliò Mark Spitz, eguagliando pure il più alto numero di ori individuali in un'edizione (5), appartenente al pattinatore statunitense Eric Heiden e al ginnasta bielorusso Vital' Ščėrba.
(Mark Spitz)
Nella 4x100 m mista nuotò la miglior frazione a farfalla di sempre di 50"15 e chiuse con i compagni di squadra in 3'29"35, vincendo la sua ottava medaglia d'oro e battendo il settimo record mondiale. Ottenne così il più alto numero di medaglie d'oro in un'unica edizione dei Giochi olimpici, battendo il record di Spitz che durava da 36 anni, eguagliando anche il numero di record del mondo; con 16 medaglie in totale fu anche il secondo sportivo più medagliato dietro a Latynina (18). Alcuni giornali lo descrissero come il più grande atleta statunitense della sua generazione, altri lo paragonarono a sportivi come Michael Jordan e Tiger Woods. «C'era tanta gente che diceva che non si poteva fare, ma niente è impossibile da immaginare e tutto questo è stato per me una lezione che mi ha aiutato», affermò Phelps. Ian Thorpe dichiarò: «Sono così felice di essere stato contraddetto, non potevo immaginare che accadesse non perché Phelps non potesse vincere, ma a causa della concorrenza».

### Campionati mondiali di Roma 2009
Dopo l'impresa di Pechino si concesse un periodo di pausa di sei mesi, in cui ingrassò di 10 kg, peso in più che smaltì al suo rientro in piscina. Per la nuova stagione concordò con Bob Bowman di dedicarsi maggiormente alla velocità. L'allenamento diede i suoi frutti sui 100 m farfalla in cui inizialmente si migliorò di 10 centesimi, per poi battere il record del mondo ai campionati nazionali estivi di Indianapolis, abbassando di 18 centesimi il tempo di Ian Crocker e detenendo così contemporaneamente 5 record del mondo individuali. Nella stessa manifestazione vinse anche i 200 m stile libero e i 200 m farfalla, l'obiettivo di partecipare ai 100 m stile libero venne meno a causa di un torcicollo.

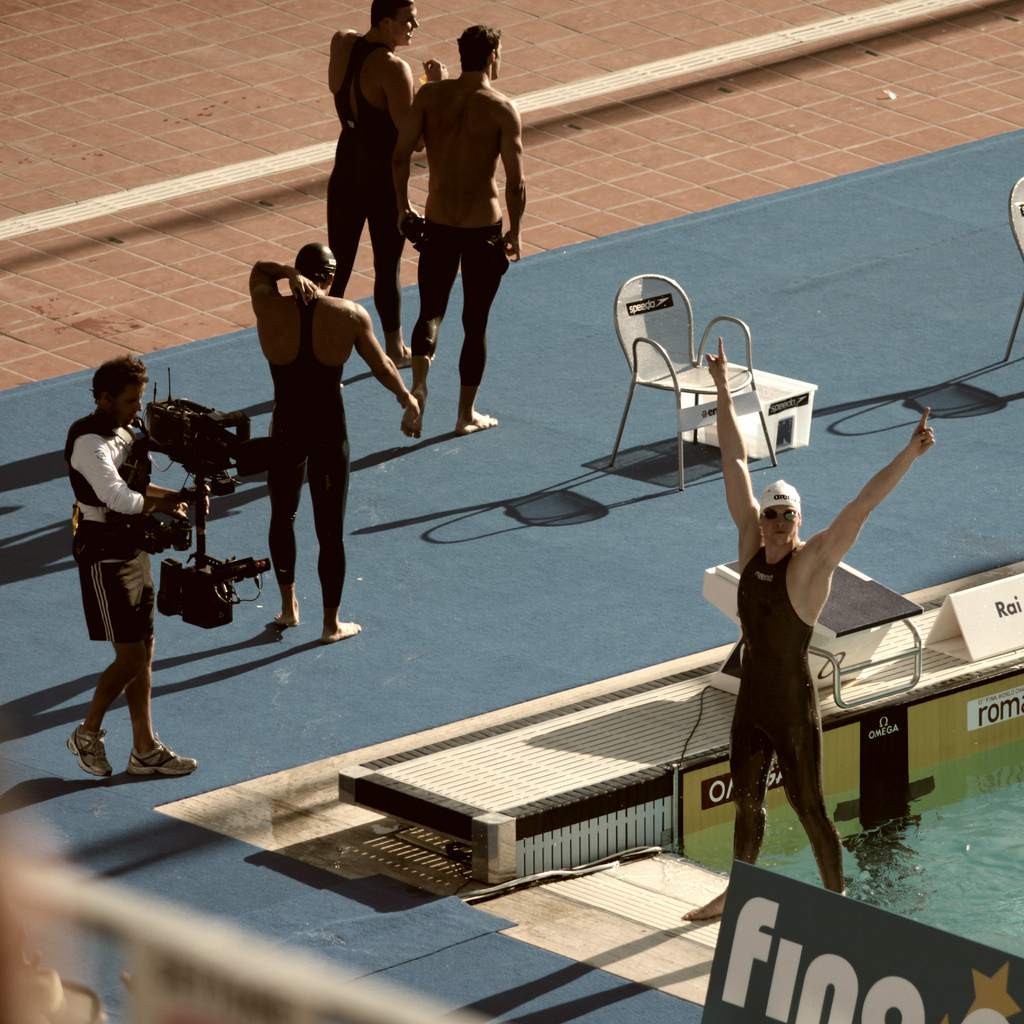
Paul Biedermann dopo aver battuto Phelps e il suo record

 Ai campionati mondiali di Roma nuotò la prima frazione della staffetta 4x100 m sl, vincendo per gli USA. Sui 200 m stile libero fu sconfitto dal nuotatore tedesco Paul Biedermann, che sottrasse a Phelps oro e record. Si riscattò nei 200 m farfalla, in cui terminò in 1'51"51, migliorandosi di più di mezzo secondo e raggiungendo il tempo desiderato di 1'51 che si era prefissato l'anno precedente.
Lo stesso giorno nuotò la finale della 4x200 m sl, in cui gli statunitensi vinsero migliorando di un centesimo il precedente record. Sui 100 m farfalla affrontò Milorad Čavić, reduce dal record mondiale nella semifinale, Phelps vinse in 49"82, 13 centesimi meglio del serbo, riappropriandosi del record e scendendo per la prima volta nella storia sotto i 50 secondi. Nella staffetta mista, nuotò la migliore frazione di sempre a farfalla da 49"72, concludendo con la squadra con la sesta medaglia (quinta d'oro) e quarto record del mondo. Con 16 medaglie individuali complessive diventò il miglior medagliato individuale ai campionati mondiali, superando le 14 di Grant Hackett. Per il quarto anno consecutivo (sesta volta in totale) vinse il titolo di Nuotatore dell'anno.

### Campionati panpacifici di Irvine 2010
Nel 2010, ai campionati nazionali estivi di Irvine, totalizzò il più alto numero di titoli nazionali individuali vinti in carriera: con i 200 m stile libero e i 200 m farfalla ottenne 49 titoli, battendo il record di Tracy Caulkins. Vinse in seguito anche i 100 m farfalla, arrivò secondo nei 200 m misti e quarto nei 200 m dorso.
Ai Campionati panpacifici di nuoto 2010, svoltisi sempre a Irvine, si aggiudicò l'oro sui 100 m e 200 m farfalla, oltre che di tutte e tre le staffette. Nei 400 m misti nuotò il quarto miglior tempo nelle batterie, ma non poté accedere alla finale perché come da regolamento solo due atleti per nazione possono parteciparvi, essendo i primi due classificati Ryan Lochte e Tyler Clary dovette vedere la gara dagli spalti. Malgrado i 5 ori, per la prima volta dal 2002 in una manifestazione internazionale si vide sorpassare in fatto di vittorie dal connazionale Lochte, che si aggiudicò 6 medaglie d'oro di cui 4 individuali e fu eletto al suo posto nuotatore dell'anno.

### Campionati mondiali di Shanghai 2011

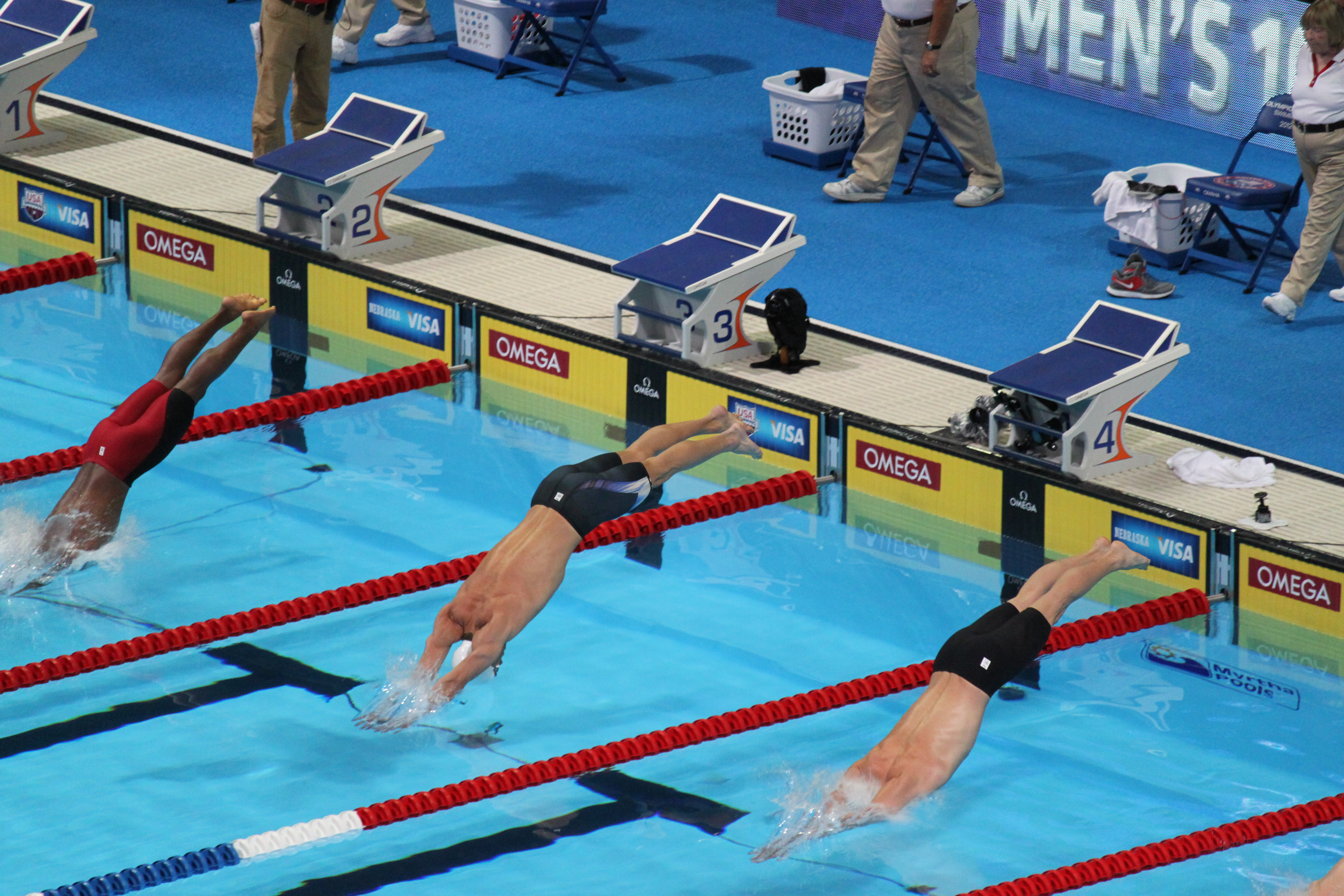
Phelps tra Giles Smith e Davis Tarwater nelle batterie dei 100 m farfalla a Omaha

Iniziò il 2011 con una serie di vittorie ad alcuni Grand Prix, tra cui quello di Indianapolis in cui vinse i 100 m e 200 m stile libero, 100 m e 200 m farfalla e 200 m misti.
Ai campionati mondiali di Shanghai disputò sette discipline, vinse i 100 m e 200 m farfalla, oltre che le staffette 4x200 m sl e 4x100 m mista; ma il nuotatore dell'anno fu Ryan Lochte, vincitore di 4 ori individuali, che lo sconfisse prima nei 200 m stile libero, poi nei 200 m misti, in cui Phelps ottenne la sua 30ª medaglia mondiale con tanto di primato personale, ma che non bastò a battere Lochte; questi migliorò il primo primato mondiale dopo il biennio 2008-2009, in cui furono utilizzati i costumi in poliuretano.

### Giochi olimpici di Londra 2012

#### Trials
Durante un convegno sullo sport e lo sviluppo sociale tenutosi a Riad, annunciò l'intenzione di ritirarsi dall'attività agonistica dopo le Olimpiadi di Londra 2012 per potersi dedicare ad una vita più semplice e lasciarsi alle spalle tanti bei ricordi. Come aveva già dichiarato in passato, in vista delle Olimpiadi confermò di non voler puntare più alle 8 medaglie d'oro come a Pechino 2008, consapevole dei suoi limiti rispetto ai suoi anni d'oro. Ai Trials di Omaha vinse i 200 m stile libero, i 100 m e 200 m farfalla e i 200 m misti, gareggiò anche sui 400 m misti, nonostante avesse deciso di lasciarli definitivamente nelle grandi competizioni dopo il 2008, classificandosi secondo dietro a Ryan Lochte. Per i Giochi rinunciò ai 200 m stile libero.

#### Olimpiadi

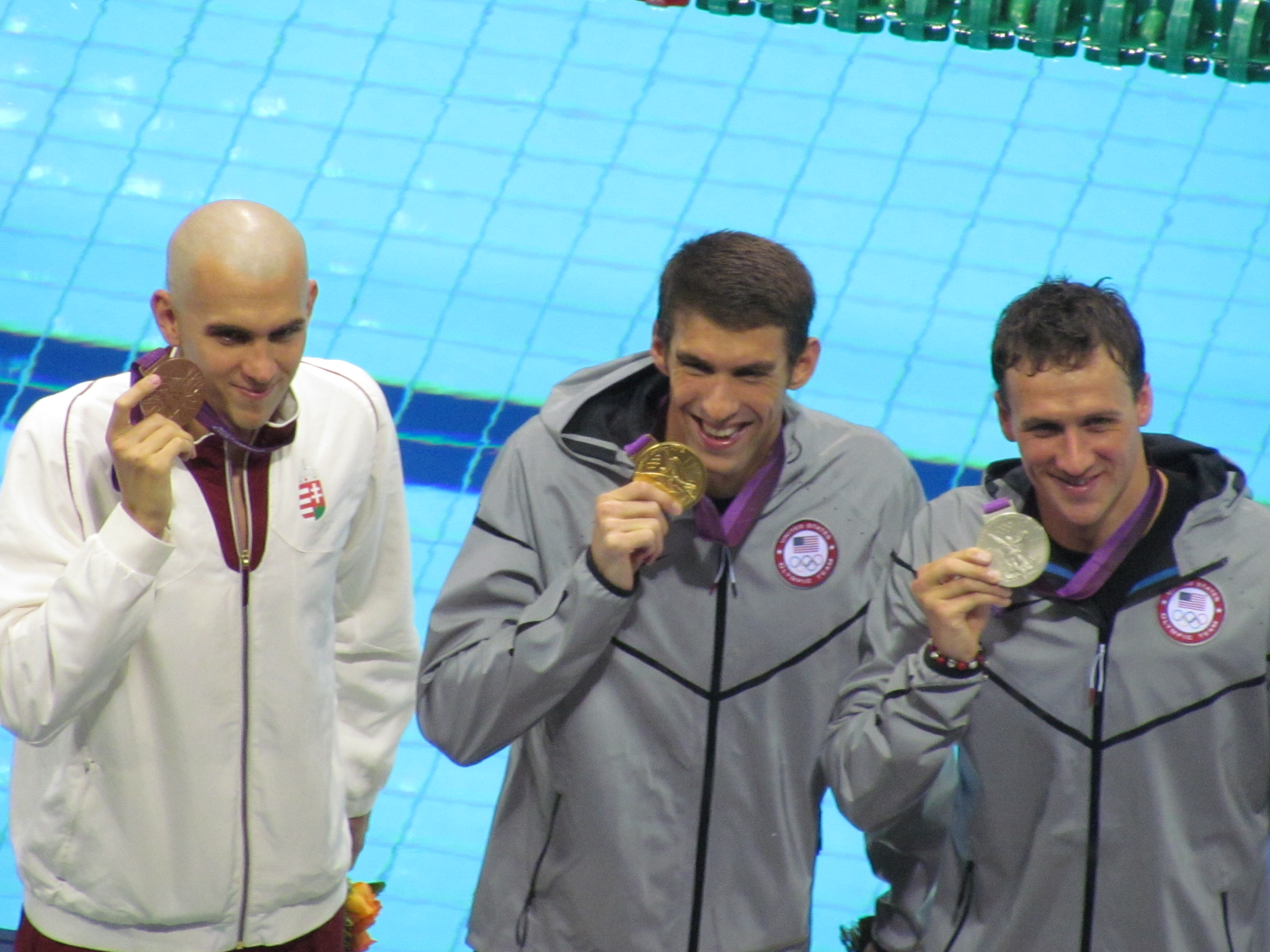
Phelps tra Cseh e Lochte alla premiazione dei 200 m misti

A Londra non riuscì a migliorarsi sui 400 m misti, registrando l'ottavo tempo nelle batterie e qualificandosi per 7 centesimi alla finale, in cui rimase fuori dal podio dietro Ryan Lochte, Thiago Pereira e Kōsuke Hagino. Nella giornata seguente vinse l'argento con la staffetta 4x100 m sl dietro alla Francia, che superò gli Stati Uniti con la frazione finale di Yannick Agnel. Sui 200 m farfalla subì la prima sconfitta a livello internazionale dal 2002: il sudafricano Chad le Clos lo sorpassò l'ultima bracciata vincendo per 5 centesimi davanti a Phelps, che per la rabbia lanciò la sua cuffia; il giorno stesso ottenne la sua 19ª medaglia in carriera con la vittoria nella 4x200 m sl, diventando il miglior medagliato olimpico della storia davanti a Larisa Latynina.
Si prese la rivincita su Lochte nei 200 m misti, diventando il terzo nuotatore (primo di sesso maschile) dopo Dawn Fraser e Krisztina Egerszegi a vincere 3 ori nella stessa disciplina individuale. Si ripeté nei 100 m farfalla, in cui batté le Clos e il suo vecchio rivale Milorad Čavić, che quell'anno si era proposto l'obiettivo di batterlo; fino ad allora solo il saltatore Ray Ewry era stato in grado di ottenere il tris di ori in due discipline individuali. Il 4 agosto, dopo la vittoria della 4x100 m mista, gli fu conferito dalla FINA un premio alla carriera come "Miglior atleta olimpico di tutti i tempi".

### Primo ritiro e rientro alle gare
(Missy Franklin)

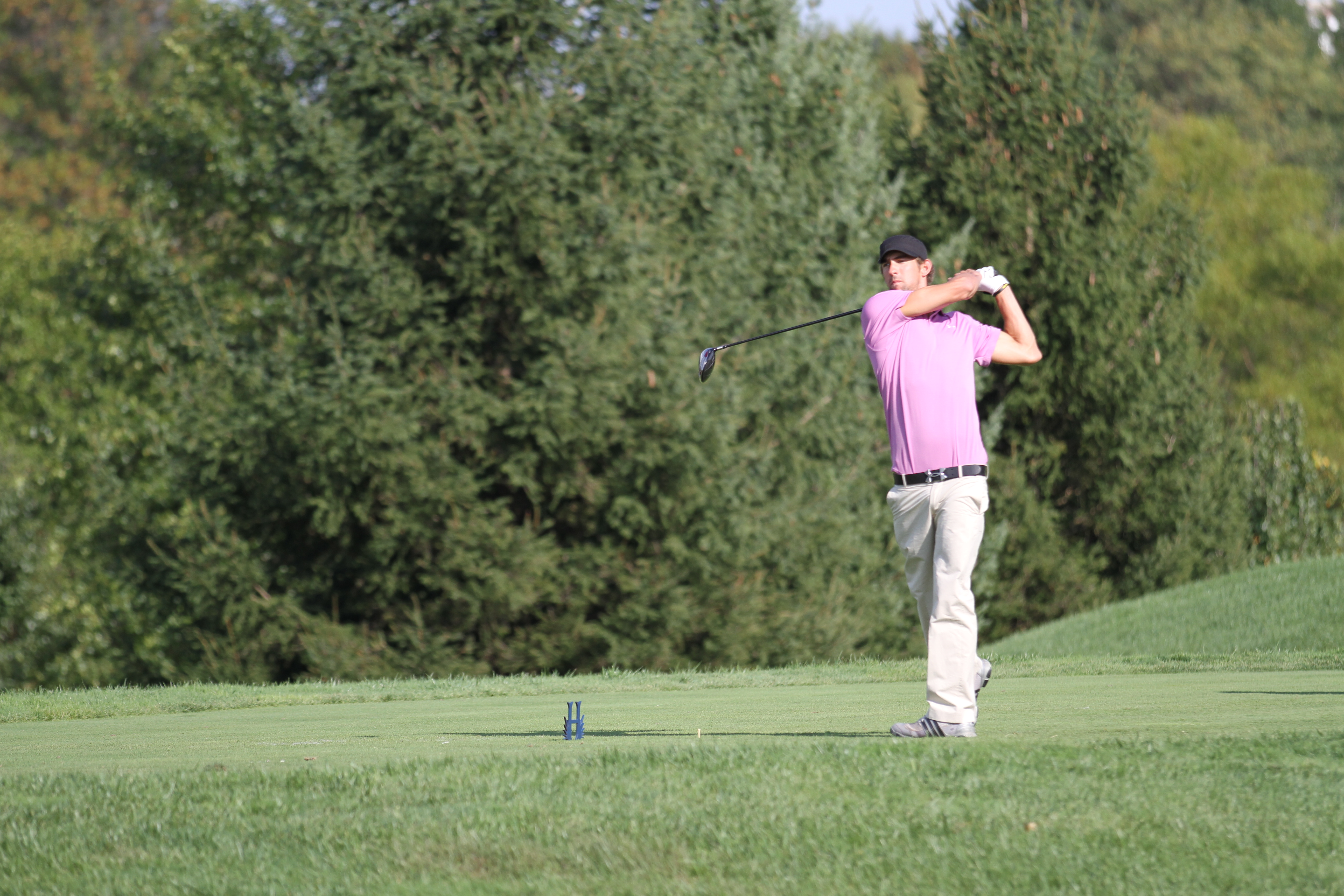
Phelps gioca a golf

Come già annunciato in precedenza si ritirò dall'attività agonistica dopo Londra 2012; dopo il suo ritiro si dedicò al poker, passione che coltivava già da prima e si allenò a golf, prendendo in considerazione l'idea di partecipare a questo sport a Rio de Janeiro 2016. Nel 2014 comparve nella serie televisiva Suits interpretando sé stesso.
In questo periodo girarono alcune voci su un suo possibile ritorno: Ryan Lochte era sicuro che entro il 2016 sarebbe tornato a gareggiare, lo stesso pensò Mark Spitz, convinto che il suo ritiro fosse solo temporaneo anche per aver sentito che si stava ancora allenando costantemente. Phelps negò tutto, già nel 2012 aveva sostenuto di non tornare più a competere livello agonistico, anche dopo il flop di Ian Thorpe si dichiarò dispiaciuto di non poterlo sfidare ma sostenne che non avrebbe mai fatto come lui. Confermò quest'intenzione nel 2013: «Era il mio progetto. Ottenere tutti i risultati che mi ero prefissato e ritirarmi prima dei trent'anni», rivelando anche di volere avere una famiglia con dei figli. Contro queste dichiarazioni tornò a gareggiare il 24 aprile 2014, dopo un anno e otto mesi dal suo ritiro, in cui ingrassò di 15 kg, sostenendo di tornare per la passione del nuoto.

### Campionati panpacifici di Gold Coast 2014
Ai campionati statunitensi di Irvine prese parte ai 100 m stile libero, 100 m farfalla, 200 m misti e 100 m dorso, tuttavia senza vincere nessuna gara. Ai Campionati panpacifici di Gold Coast arrivò quarto nei 100 m stile libero, vinse i 100 m farfalla, mentre mancò la vittoria sui 200 m misti per 2 centesimi, dietro al giapponese Kōsuke Hagino. Vinse anche l'oro nelle staffette 4x200 m sl e nella 4x100 m mista, battendo il record dei campionati risalente al 2006; nella 4x100 m sl, gli USA vinsero l'argento dietro l'Australia.

### Stagione 2015
Nel 2014 fu squalificato per sei mesi per guida in stato di ebbrezza, nonostante la squalifica finisse quattro mesi prima dei campionati mondiali di Kazan, la Federnuoto statunitense gli tolse la possibilità di gareggiarvi. Al suo ritorno prese parte all'Arena Pro Series di Charlotte, in cui arrivò undicesimo e nono rispettivamente su 100 e 200 m stile libero, settimo sui 200 m farfalla, mentre sui 200 m misti rimediò una vittoria nella finale "B". Il miglior risultato che ottenne fu un terzo posto sui 100 m farfalla; alla fine delle competizioni si dichiarò frustrato per lo scarso successo.
Ai campionati statunitensi in agosto a San Antonio vinse inizialmente i 200 m farfalla in 1'52"94; nei 100 m farfalla fu protagonista di uno scontro a distanza con Chad le Clos, che nuotò ai campionati mondiali in 50"56 e dichiarò a fine gara: «Ho appena fatto un tempo che [Phelps] non ha fatto in quattro anni. Quindi ora può stare zitto»; rispondendo alle critiche di Phelps che sosteneva che il livello nella farfalla si fosse abbassato. Il giorno seguente Phelps nuotò in 50"45, mentre il 9 agosto chiuse in 1'54"75 sui 200 m misti; realizzando il miglior tempo stagionale in tutte e tre le discipline e battendo anche il suo primato personale sui 200 m rana. Questi risultati gli valsero per la decima volta il titolo di nuotatore americano dell'anno. Le Clos fu felice di questa ritrovata forma, dichiarando in vista dei Giochi Olimpici: «Il prossimo anno sarà Muhammad Ali-Joe Frazier».

### Giochi olimpici di Rio de Janeiro 2016

#### Trials

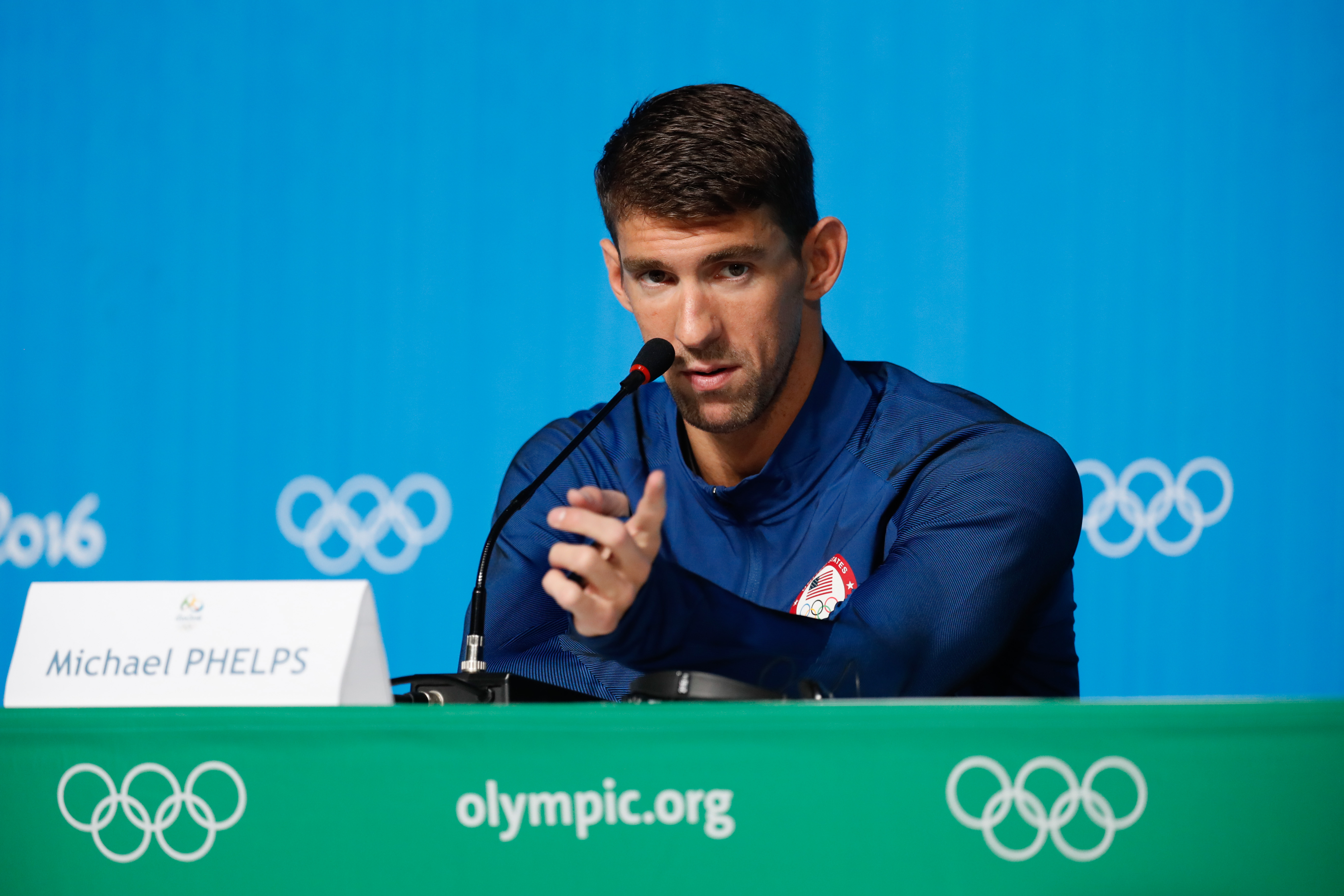
Michael Phelps durante un'intervista a Rio de Janeiro

Ai Trials di Omaha si qualificò per Rio de Janeiro 2016 nei 200 m farfalla, nei 200 m misti e nei 100 m farfalla, diventando il primo nuotatore statunitense di sesso maschile a qualificarsi in cinque edizioni dei Giochi olimpici, il secondo in assoluto dopo Dara Torres. In un'intervista dichiarò di volersi ritirare per la seconda volta dopo le Olimpiadi; alla vigilia di esse fu designato come capitano della squadra maschile insieme a Nathan Adrian e Anthony Ervin. Il 3 agosto, in seguito a una votazione effettuata fra gli atleti statunitensi, fu scelto per la prima volta come portabandiera della nazionale alla cerimonia di apertura; «Per un americano essere lo sportivo ideale è qualcosa di super speciale» dichiarò dopo la sua elezione, insistendo anche sul concetto di onore a rappresentare il suo paese.

#### Olimpiadi
Il 7 agosto vinse la staffetta 4x100 m sl, nuotando la sua migliore frazione lanciata di sempre in 47"12. Gareggiò sui 200 m farfalla come primo nuotatore a prendere parte a cinque finali olimpiche nella stessa disciplina; vinse la sua 20ª medaglia d'oro e si prese la rivincita desiderata su Chad le Clos. Questa vittoria fece di Phelps il più longevo nuotatore campione olimpico a 31 anni compiuti (meglio di Duke Kahanamoku e Inge de Bruijn, 30 anni), oltre che il primo nuotatore a vincere la medaglia d'oro a distanza di 12 anni dalla prima. Nel suo terzo evento partecipò come anchor leg alla 4x200 m sl, insieme a Ryan Lochte fu il primo nuotatore a vincere per la quarta volta una prova a squadre.
Nei 200 m misti, si impose in finale in 1'54"66, distaccando il secondo classificato Kōsuke Hagino di 1"95 e diventando il terzo sportivo dopo il discobolo Al Oerter e il saltatore Carl Lewis a vincere la stessa gara per quattro edizioni olimpiche. Con 13 vittorie individuali batté inoltre un record che durava da 2168 anni: superando l'atleta greco antico Leonida di Rodi, che nel 152 a.C. ottenne 12 ori. Sui 100 m farfalla fu battuto da un suo vecchio fan: il singaporiano Joseph Schooling, che chiuse primo davanti a Phelps, Chad le Clos e László Cseh, secondi a pari merito. Con la 4x100 m mista vinse la 1001ª medaglia d'oro per gli Stati Uniti, con tanto di record olimpico di 3'27"95. Con 5 medaglie d'oro e una d'argento risultò per la quarta volta il miglior medagliato dell'Olimpiade, su un totale di 30 gare disputate in carriera totalizzò 23 medaglie d'oro, 3 d'argento e 2 di bronzo e con 16 podi individuali diventò anche il miglior medagliato in campo individuale, battendo un altro record di Larisa Latynina, fino ad allora la migliore con 14 medaglie. La rivista Swimming World Magazine lo nominò per l'ottava volta nuotatore dell'anno.

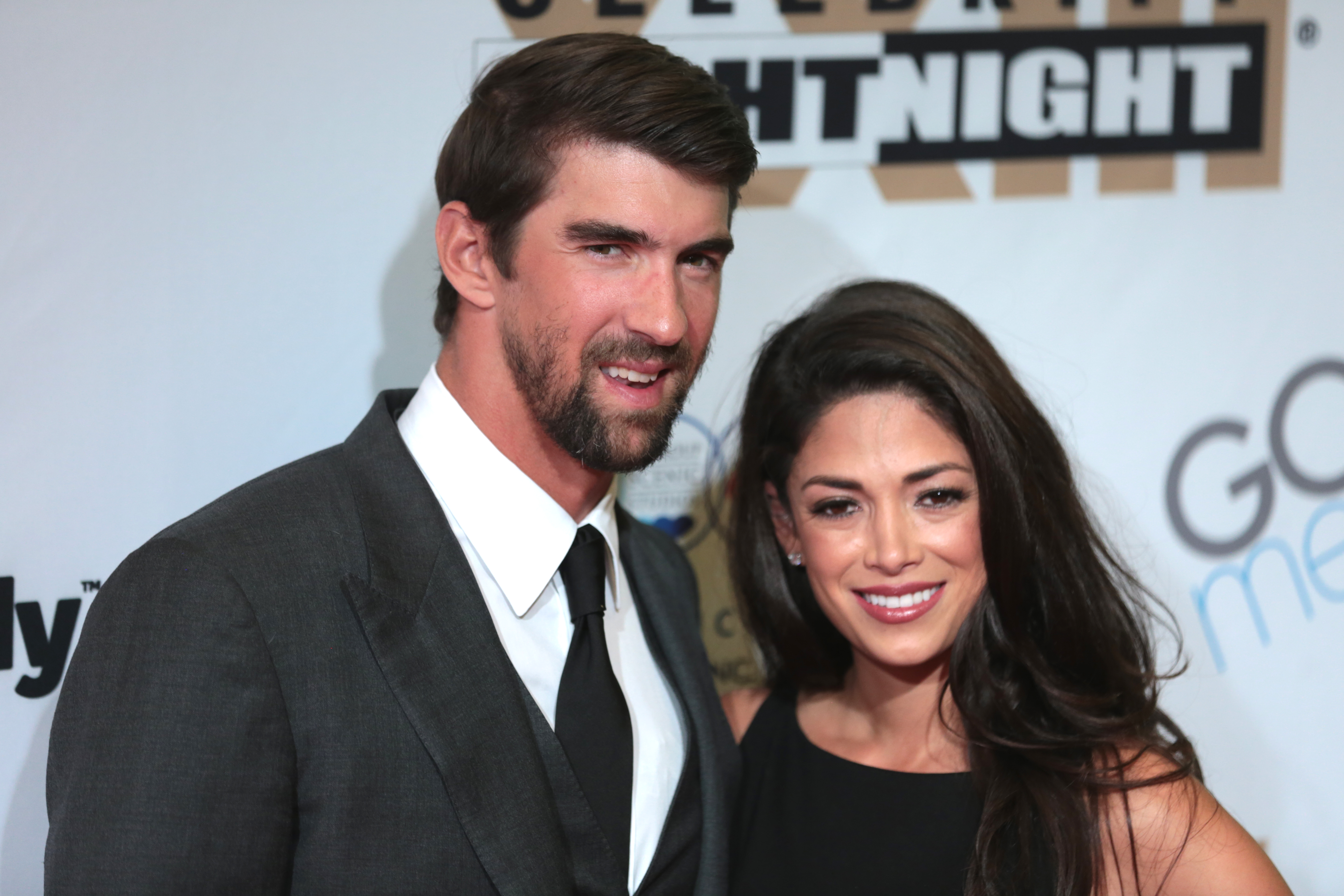
Phelps con sua moglie Nicole Johnson

### Secondo ritiro
Il 13 agosto 2016, poche ore dopo la vittoria della sua 28ª medaglia, annunciò il suo secondo ritiro con un videomessaggio su Facebook; «Il mio corpo ha dato tutto» aveva dichiarato in un'intervista di inizio luglio, comunicando anche le sue intenzioni nella vita privata: sposarsi a ottobre con Nicole Johnson e continuare a promuovere il nuoto attraverso la Michael Phelps Foundation, fondata nel 2008 dopo le Olimpiadi, imponendo anche il suo brand MP. Il 1º aprile 2017 annunciò su Twitter che sarebbe tornato a gareggiare per Tokyo 2020, ma era solo un pesce d'aprile.

## Vita privata
È sposato dal 2016 con Nicole Johnson (miss California 2010), dalla quale ha avuto quattro figli: Boomer (2016), Beckett (2018), Maverick (2019) e Nico (2024).
Nel 2018 dichiarò di soffrire di depressione dal 2004, patologia che lo avrebbe colpito dopo ogni Olimpiade, portandolo all'abuso di alcool e a pensare al suicidio; nel 2020 criticò al riguardo il Comitato Olimpico degli Stati Uniti per la mancanza di aiuti agli atleti sofferenti di questa patologia.

## Michael Phelps Foundation

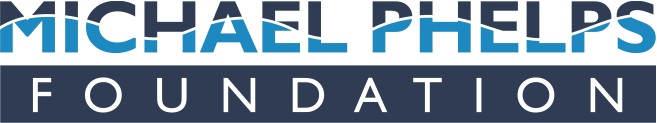
Logo della fondazione

Nel 2008 Phelps fondò la Michael Phelps Foundation, con l'obiettivo di promuovere lo sport natatorio nel mondo, investì interamente il milione di dollari di premio assegnatogli dalla Speedo (per aver vinto 8 medaglie d'oro a Pechino 2008), che aggiunse altri 200000 $, così come la Warnaco Group Inc., mentre la Kellogg Company contribuì con 250000 $. Sin dai primi mesi promosse una serie d'incontri in molte città con un programma educativo. Quell'autunno la federazione nuoto statunitense comunicò che si era iscritto ai club locali un numero record di ragazzi.

## Controversie
Nel 2004, circa due mesi dopo la conclusione dei suoi secondi Giochi Olimpici, fu arrestato per guida in stato di ebbrezza, in quanto si era messo al volante dopo aver bevuto tre birre, e fu poi fermato da una volante della polizia per non essersi fermato a un segnale di stop. Il tasso alcolemico era dello 0,08%, la misura limite negli USA, con l'aggravante che, non avendo ancora compiuto 21 anni, non aveva ancora l'età minima consentita per bere. La condanna inflitta dal giudice furono 305 dollari più le spese processuali, oltre che partecipare alle riunioni dell'associazione Mothers Against Drunk Driving per dissuadere le persone a commettere il suo stesso errore.
All'inizio del 2009 creò scalpore una foto apparsa sul sito del quotidiano inglese News of the World che ritraeva il campione olimpico mentre usava un bong, un attrezzo per fumare marijuana, accompagnato dalla testimonianza di una persona presente al party. Phelps ammise il fatto e si scusò, definendo il suo comportamento "deplorevole che dimostra mancanza di giudizio". In seguito, nonostante il perdono da parte del CIO e della FINA, fu sospeso per tre mesi dalla federnuoto statunitense, che gli rimosse anche qualsiasi supporto finanziario per la durata della squalifica. Tra gli sponsor, la Kellogg's decise di non rinnovare il contratto, la Speedo e l'Omega accettarono le sue scuse, la Visa e la Subway non presero posizione.
Dopo il suo ritorno alle gare nel 2014, fu di nuovo arrestato per guida in stato di ebbrezza, oltre che per eccesso di velocità e sorpasso lungo doppia striscia continua. L'atleta viaggiava a 135 km/h contro il limite di 70 e nel sangue gli era stato trovato un tasso alcolico di 0,14. Per l'avvenimento fu sospeso sei mesi dalla Federnuoto statunitense, che gli impedì anche di prender parte ai mondiali di Kazan; gli fu tra l'altro detratto lo stipendio mensile di 1750 dollari ed il tribunale lo condannò a un anno di reclusione con la sospensione della pena, oltre che a seguire un programma di disintossicazione.

## Statistiche e record

### Record del mondo

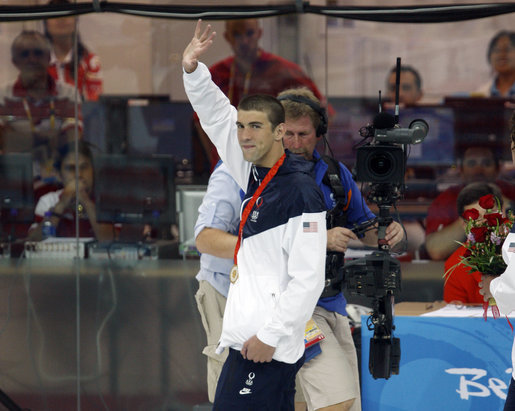
Phelps dopo la premiazione dei 400 m misti di Pechino 2008, in cui batté per l'ottava volta il record mondiale

Statistiche aggiornate al 19 dicembre 2009.
| N  | Gara                 | Tempo   | Data       | Luogo           |
| -- | -------------------- | ------- | ---------- | --------------- |
| 1  | 200 m farfalla       | 1'54"92 | 30/3/2001  | Austin          |
| 2  | 200 m farfalla       | 1'54"58 | 24/7/2001  | Fukuoka         |
| 3  | 400 m misti          | 4'11"09 | 15/8/2002  | Fort Lauderdale |
| 4  | 4×100 m misti        | 3'33"48 | 29/8/2002  | Yokohama        |
| 5  | 400 m misti          | 4'10"73 | 6/4/2003   | Indianapolis    |
| 6  | 200 m misti          | 1'57"94 | 29/6/2003  | Santa Clara     |
| 7  | 200 m farfalla       | 1'53"93 | 22/7/2003  | Barcellona      |
| 8  | 200 m misti          | 1'57"52 | 24/7/2003  | Barcellona      |
| 9  | 100 m farfalla       | 51"47   | 25/7/2003  | Barcellona      |
| 10 | 200 m misti          | 1'56"04 | 25/7/2003  | Barcellona      |
| 11 | 400 m misti          | 4'09"09 | 27/7/2003  | Barcellona      |
| 12 | 200 m misti          | 1'55"94 | 9/8/2003   | College Park    |
| 13 | 400 m misti          | 4'08"41 | 7/7/2004   | Long Beach      |
| 14 | 400 m misti          | 4'08"26 | 14/7/2004  | Atene           |
| 15 | 200 m farfalla       | 1'53"80 | 17/8/2006  | Victoria        |
| 16 | 4×100 m stile libero | 3'12"46 | 19/8/2006  | Victoria        |
| 17 | 200 m misti          | 1'55"84 | 20/8/2006  | Victoria        |
| 18 | 200 m farfalla       | 1'53"71 | 17/2/2007  | Columbia        |
| 19 | 200 m stile libero   | 1'43"86 | 27/3/2007  | Melbourne       |
| 20 | 200 m farfalla       | 1'52"09 | 28/3/2007  | Melbourne       |
| 21 | 200 m misti          | 1'54"98 | 29/3/2007  | Melbourne       |
| 22 | 4×200 m stile libero | 7'03"24 | 30/3/2007  | Melbourne       |
| 23 | 400 m misti          | 4'06"22 | 1/4/2007   | Melbourne       |
| 24 | 400 m misti          | 4'05"25 | 29/6/2008  | Omaha           |
| 25 | 200 m misti          | 1'54"80 | 4/7/2008   | Omaha           |
| 26 | 400 m misti          | 4'03"84 | 10/8/2008  | Pechino         |
| 27 | 4×100 m stile libero | 3'08"24 | 11/8/2008  | Pechino         |
| 28 | 200 m stile libero   | 1'42"96 | 12/8/2008  | Pechino         |
| 29 | 200 m farfalla       | 1'52"03 | 13/8/2008  | Pechino         |
| 30 | 4×200 m stile libero | 6'58"56 | 13/8/2008  | Pechino         |
| 31 | 200 m misti          | 1'54"23 | 15/8/2008  | Pechino         |
| 32 | 4×100 m misti        | 3'29"34 | 17/8/2008  | Pechino         |
| 33 | 100 m farfalla       | 50"22   | 9/7/2009   | Indianapolis    |
| 34 | 200 m farfalla       | 1'51"51 | 29/7/2009  | Roma            |
| 35 | 4×200 m stile libero | 6'58"55 | 31/7/2009  | Roma            |
| 36 | 100 m farfalla       | 49"82   | 1/8/2009   | Roma            |
| 37 | 4×100 m misti        | 3'27"28 | 2/8/2009   | Roma            |
| 38 | 4×100 m misti        | 3'20"71 | 19/12/2009 | Manchester      |
| 39 | 4×100 m stile libero | 3'03"30 | 19/12/2009 | Manchester      |

### Progressione
Statistiche aggiornate al 13 agosto 2016.
| Stagione | 200 m sl | 100 m fa | 200 m fa | 200 m mx | 400 m mx |
| -------- | -------- | -------- | -------- | -------- | -------- |
| 2016     | 1'48"21  | 51"00    | 1'53"36  | 1'54"66  | —        |
| 2015     | 1'49"03  | 50"45    | 1'52"94  | 1'54"75  | —        |
| 2014     | 1'48"20  | 51"17    | —        | 1'56"04  | —        |
| 2012     | 1'45"69  | 50"86    | 1'53"01  | 1'54"27  | 4'07"89  |
| 2011     | 1'44"79  | 50"71    | 1'53"34  | 1'54"16  | —        |
| 2010     | 1'45"61  | 50"65    | 1'54"11  | 1'55"94  | 4'15"38  |
| 2009     | 1'43"22  | 49"82    | 1'51"51  | —        | —        |
| 2008     | 1'42"96  | 50"58    | 1'52"03  | 1'54"23  | 4'03"84  |
| 2007     | 1'43"86  | 50"77    | 1'52"09  | 1'54"98  | 4'06"22  |
| 2006     | 1'45"63  | 51"51    | 1'53"80  | 1'55"84  | 4'10"16  |
| 2005     | 1'45"20  | 51"34    | 1'55"26  | 1'56"68  | 4'12"71  |
| 2004     | 1'45"32  | 51"15    | 1'54"04  | 1'56"71  | 4'08"26  |
| 2003     | 1'45"99  | 51"10    | 1'53"93  | 1'55"94  | 4'09"09  |
| 2002     | 1'48"90  | 51"88    | 1'54"86  | 1'58"68  | 4'11"09  |
| 2001     | —        | —        | 1'54"58  | —        | —        |
| 2000     | —        | 55"70    | 1'56"50  | 2'06"50  | —        |
| 1999     | —        | —        | —        | —        | 4'34"73  |

### Palmarès
Statistiche aggiornate al 13 agosto 2016.
Giochi olimpici
- Atene 2004

 Oro nei 100 m farfalla

 Oro nei 200 m farfalla

 Oro nei 200 m misti

 Oro nei 400 m misti

 Oro nella 4x200 m sl

 Oro nella 4x100 m mista

 Bronzo nei 200 m sl

 Bronzo nella 4x100 m sl
- Pechino 2008

 Oro nei 100 m farfalla

 Oro nei 200 m farfalla

 Oro nei 200 m sl

 Oro nei 200 m misti

 Oro nei 400 m misti

 Oro nella 4x100 m sl

 Oro nella 4x200 m sl

 Oro nella 4x100 m mista
- Londra 2012

 Oro nei 100 m farfalla

 Oro nei 200 m misti

 Oro nella 4x200 m sl

 Oro nella 4x100 m mista

 Argento nei 200 m farfalla

 Argento nella 4x100 m sl
- Rio de Janeiro 2016

 Oro nei 200 m farfalla

 Oro nei 200 m misti

 Oro nella 4x100 m sl

 Oro nella 4x200 m sl

 Oro nella 4x100 m mista

 Argento nei 100 m farfalla
Mondiali
- Fukuoka 2001

 Oro nei 200 m farfalla
- Barcellona 2003

 Oro nei 200 m farfalla

 Oro nei 200 m misti

 Oro nei 400 m misti

 Oro nella 4x100 m mista

 Argento nei 100 m farfalla

 Argento nella 4x200 m sl
- Montréal 2005

 Oro nei 200 m sl

 Oro nei 200 m misti

 Oro nella 4x100 m sl

 Oro nella 4x200 m sl

 Oro nella 4x100 m mista

 Argento nei 100 m farfalla
- Melbourne 2007

 Oro nei 100 m farfalla

 Oro nei 200 m farfalla

 Oro nei 200 m sl

 Oro nei 200 m misti

 Oro nei 400 m misti

 Oro nella 4x100 m sl

 Oro nella 4x200 m sl
- Roma 2009

 Oro nei 100 m farfalla

 Oro nei 200 m farfalla

 Oro nella 4x100 m sl

 Oro nella 4x200 m sl

 Oro nella 4x100 m mista

 Argento nei 200 m sl
- Shanghai 2011

 Oro nei 100 m farfalla

 Oro nei 200 m farfalla

 Oro nella 4x200 m sl

 Oro nella 4x100 m mista

 Argento nei 200 m sl

 Argento nei 200 m misti

 Bronzo nella 4x100 m sl
Mondiali in vasca corta
- Indianapolis 2004

 Oro nei 200 m sl
Campionati panpacifici
- Yokohama 2002

 Oro nei 200 m misti

 Oro nei 400 m misti

 Oro nella 4x100 m mista

 Argento nei 200 m farfalla

 Argento nella 4x200 m sl
- Victoria 2006

 Oro nei 200 m farfalla

 Oro nei 200 m misti

 Oro nei 400 m misti

 Oro nella 4x100 m sl

 Oro nella 4x200 m sl

 Argento nei 200 m dorso
- Irvine 2010

 Oro nei 100 m farfalla

 Oro nei 200 m farfalla

 Oro nella 4x100 m sl

 Oro nella 4x200 m sl

 Oro nella 4x100 m mista
- Gold Coast 2014

 Oro nei 100 m farfalla

 Oro nella 4x200 m sl

 Oro nella 4x100 m mista

 Argento nei 200 m misti

 Argento nella 4x100 m sl

### Campionati nazionali
Statistiche aggiornate al 2 luglio 2016.
| Evento                    | Oro | Argento | Bronzo | Totale |
| ------------------------- | --- | ------- | ------ | ------ |
| Trials                    | 16  | 4       | —      | 20     |
| Campionati estivi         | 34  | 4       | 3      | 41     |
| Campionati primaverili    | 15  | 1       | 2      | 18     |
| Campionati in vasca corta | 2   | 1       | —      | 3      |
| US Open                   | 8   | 2       | 2      | 12     |
| Totale                    | 75  | 12      | 7      | 94     |

## Riconoscimenti
- World Swimmer of the Year: 2003, 2004, 2006, 2007, 2008, 2009, 2012, 2016
- Atleta dell'anno FINA: 2012, 2016
- American Swimmer of the Year: 2001, 2002, 2003, 2004, 2006, 2007, 2008, 2009, 2012, 2015, 2016